# ママタルトのラジオ母ちゃん
『ママタルトのラジオ母ちゃん』（ママタルトのラジオかあちゃん）は、2020年4月30日から毎週木曜20時からお笑いラジオアプリGERAなどの配信サービスで配信されているラジオ番組。
パーソナリティは、ママタルト（檜原洋平・大鶴肥満）。

## 概要
番組タイトルは、2020年4月3日に開始した真空ジェシカのラジオ番組『真空ジェシカのラジオ父ちゃん』から来ている。
Spotifyでも#1から#5までを配信している。
お笑いラジオアプリGERA 人気番組ランキング：8位（2023年11月25日現在）

## 出演者
- パーソナリティ - ママタルト（檜原洋平・大鶴肥満）

## 放送時間
- 木曜 20:00 お笑いラジオアプリGERA

## コーナー
現在
ダム
体の大きな大鶴肥満が自己紹介に使える例えと一言をリスナーに送ってもらうコーナー。
お母さんやったよ
思わずお母さんに「やったよ」と言いたくなるようなことをリスナーに送ってもらうコーナー。
1本くらい電話くれよなぁ
大鶴肥満の勘違いに対して、檜原が「1本くらい電話くれよなぁ」と悔しがるコーナー。思わず「一本くらい電話くれよなぁ」と言ってしまう勘違いをリスナーに送ってもらう。
ガチの大喜利
ストイックな大喜利コーナー。ポイントレース形式で優勝者には特別な何かが進呈される。